# ORANGE RANGE
ORANGE RANGE（オレンジ・レンジ）は、沖縄県を拠点に活動する日本の男性5人組ロックバンド。略称はRANGE（レンジ）。所属プロダクションはスパイスミュージック（業務提携先はスターダストプロモーション）。レコード会社はSony Music Records。公式ファンクラブは「RANGE AID+」。

## 概要

### 結成からメンバー定着 - インディーズ時代
ORANGE RANGEの原型となったのは、沖縄市立山内中学校の卒業パーティーにおいて「BELOVED」を演奏した、NAOTOがギター、KATCHANがドラムとして在籍していたバンドである。このバンドは中学校卒業をもって解散したが、KATCHANが同じ沖縄県立北谷高等学校に進学したNAOTOとYOHを誘い、再びバンドを結成。その後、当時バンドの練習場だったNAOTOの家によく来ていたHIROKIが、NAOTOから「毎日マンガ読んでるんだったら、歌ってよ」と言われ、ボーカルとして加入。さらにその後、山嵐のコピーをする際にYOHの弟でラップが好きなRYOが2人目のボーカルとして加入。そして、友人同士でカラオケに行った際YOHがYAMATOを誘い、デビュー当時のメンバー構成となった。
アマチュア時代から地元沖縄県沖縄市にある7thHeavenKoza などのライブハウスやストリートなどで年間70本にも及ぶライブを行った。もともとは前述のGLAY、山嵐の他、Dragon Ash、19などのコピーをしていた が、YAMATOの加入以降は一転して「奏重鼓」などのオリジナルの曲を作り始める。そして2002年2月22日、ミニアルバム『オレンジボール』で SPICE RECORDSよりインディーズデビュー。その翌々日にピラミッドというクラブで行ったレコ発ライブで、インディーズの高校生のライブとしては異例の800人を動員する。

### メジャーデビュー - 現在
2003年6月4日、シングル「キリキリマイ」でgr8! recordsよりメジャーデビュー。音楽プロデューサーはシライシ紗トリ。バンド名「ORANGE RANGE」は、株式会社ソニー・ミュージックエンタテインメントの登録商標となる（商標登録番号第4803814号）。同年7月16日に発売した2ndシングル「上海ハニー」でブレイク。2004年2月25日に発売した5thシングル「ミチシルベ〜a road home〜」は同年3月8日付けのオリコン週間シングルチャートで自身初の首位を記録。ここから2006年5月10日に発売した13thシングル「チャンピオーネ」まで9作連続首位獲得となる。特に2004年10月20日に発売した8thシングル「花」はオリコンシングルチャートに52週登場するロングヒットとなった。また、同年12月1日に発売した2ndアルバム『musiQ』は累計263万枚以上を売り上げ、第19回日本ゴールドディスク大賞ではアーティストオブザイヤーを獲得する。
2005年6月3日、ドラムのKATCHANが左手小指付け根腱鞘炎のため活動休止。同年7月31日には音楽性の違いにより脱退する。以降はサポートメンバーを加えて活動している。
2010年7月14日に3作目のベストアルバム『ALL the SINGLES』と『ORANGE RANGE world world world TOUR VS 名古屋ELL』を同日発売し、同年7月27日に自由に音楽を生み出すためにgr8!と提携を取る形で自主レーベルSUPER((ECHO))LABELを設立したことを発表。
2012年1月に、デビューした2003年から9年間所属していたgr8!recordsから離れる。そこからはSUPER((ECHO))LABELがJVCケンウッド・ビクターエンタテインメントのSPEEDSTAR RECORDSと提携を開始。
2025年5月21日、2013年にリリースされた「オボロナアゲハ/もしも」以来、約12年ぶりとなるCDシングル『マジで世界変えちゃう5秒前』を発売。今作より約15年ぶりにソニー・ミュージックエンタテインメントのソニー・ミュージックレコーズへの復帰を公表。同レコード会社からのシングルリリースは2009年7月にリリースされた『瞳の先に』以来となる。

## メンバー
RYO（リョウ、1985年10月1日（39歳） - ）
低音域ボーカル、MC担当。
沖縄県立北谷高等学校卒。YOHの弟。

HIROKI（ヒロキ、1983年6月29日（42歳） - ）
本名：外間 弘樹
中音域ボーカル、MC、三線担当。
沖縄県立北谷高等学校卒。
音楽誌「PATi▶PATi」2004年1月号から2005年11月号まで「スジコFヒロキの4コマ激情」を連載していた。
2005年12月号からはコラム「キロヒのチパチパ」を連載し、2015年3月27日のPATi▶PATi WEBの更新をもって終了した。
2010年2月に一般女性と入籍。
2010年7月に本人の公式Twitterを始めた。
2012年3月14日、初のコラム本「ヒロキ3%」を、ソニー・マガジンズより出版。
2013年2月23日、初の絵本「ぐるぐるハッピー」を、ほかまひろき（外間弘樹）名義でエムオン・エンタテインメントより出版。
2015年3月20日、絵本第2弾「いいなあ」を、エムオン・エンタテインメントより出版。

YAMATO（ヤマト、1984年1月14日（41歳） - ）
本名：我如古 大和
高音域ボーカル、MC、三線担当。13thシングル「チャンピオーネ」から6thアルバム『world world world』までのCDには、クレジット欄に毎回違った表記がされている。
沖縄県立中部商業高等学校卒。
影響を受けたアーティストとしてラップのスタイル面ではレイジ・アゲインスト・ザ・マシーンのザック・デ・ラ・ロッチャ、パフォーマンス面ではRIZEのJESSE、作詞面ではMr.Childrenの桜井和寿を挙げている。
モモとナナという愛犬がおり、5thアルバム『PANIC FANCY』などのスペシャルサンクスにも名前が挙がっている。
2014年、SEIJI、MONGOL800のTAKASHI、RYUKYUDISKOのTETSUSHIらと、バンド「NEENEE」を結成。
・1st アルバム『N1』（2014年08月06日）
・2nd アルバム『N2』（2017年10月25日）

NAOTO（ナオト、1983年5月8日（42歳） - ）
本名：廣山 直人
ギター、プログラミング、コーラス、ヴォコーダー、シンセサイザー、パーカッション、ベース、ドラムス等の楽器担当。バンド内のほとんどの楽曲の作曲、編曲を手がけている。
沖縄県立北谷高等学校卒。その後美容の専門学校を卒業。
影響を受けたアーティストとしてまず電気グルーヴ、ギタリストでは車谷浩司を挙げている。
テクノグループ「RYUKYUDISKO」の廣山哲史と廣山陽介は実兄である。
作曲、アレンジに使用する主な機材はnord lead 2、Macintosh、DigiTech製TALKER、TR-909、TR-808,microKONTROLなど。
2007年5月から「delofamilia」というソロプロジェクトの活動を始めた。なお、現在はRie fuを正式メンバーに加えたバンドとなっている。
Twitterを本名のnaotohiroyama（廣山直人）名義でやっている。
2009年にはNAOTO名義（ORANGE RANGE/delofamilia）として、The Stone RosesのボーカルIan Brownとの共作『Always Remember Me』を発表。
2010年9月1日に、「NAOTO from ORANGE RANGE」名義で、インスト曲「pages」を限定配信している。
2011年2月9日に、「NAOTO from ORANGE RANGE」名義第2弾として「transfer」を配信リリース。
2011年、LUNA SEAのINORAN(Gt.)とNAOTOが共作した楽曲「LOVE FOR...」が東日本大震災支援の為、チャリティーソングとして配信された。
2012年以降には他アーティストのプロデュースも手がけるようになり、SCANDAL、HOME MADE 家族、大国男児、DISH//、CAMOUFLAGE、夢見るアイドレセンス等のシングル曲のプロデュースをしている。その他にも、ベッキー♪♯、島袋寛子、でんぱ組.inc、成瀬瑛美、D-51、ももいろクローバーZ、FLOW などのアルバム収録曲、カップリング曲等のプロデュースも手がけている。リミックス作品では普久原恒勇、LOVERSSOUL、ラブアンドロイド、等の作品に参加。
2013年3月13日に、倉石一樹とのバンド「IS and ISM」がデビューする。
2013年9月4日 HIROKIとのプロジェクト NaotoHiroki&Karatesystems始動。国外からはLee"Scrtch"Perry .Horace Andy. Frankie Paul. Toots Hibbert. Talvin Singh. Akil from Jurassic5.   国内からは上江洌清作.  JYONGRI.  中村弘二. Azumi らをゲストに迎えデビューアルバム『Travel Sounds』をリリースした。

YOH（ヨウ、1983年12月11日（41歳） - ）
本名：宮森 洋
ベース担当。
沖縄県立北谷高等学校卒。RYOの兄。
影響を受けたベーシストとしてGLAYのJIRO、Dragon AshのIKÜZÖNE、指弾きを始めてからは山嵐の武史を挙げている。
主な使用機材はATELIER Z DAL-4 SPECIAL、ATELIER Z #245、ATELIER Z DAL-5 SPECIAL、ATELIER Z YOH MODELなど。
ファッション誌「smart」で2008年8月号まで「ORANGE RANGE YOH! WHAT'S UP?」を連載していた。
2007年6月に一般女性と結婚。
2012年5月に本人の公式Twitterを始めた。
2019年7月のフジロックフェスティバル内のアトミック・カフェで、普天間基地移設問題のアピールのため出演した玉城デニー沖縄県知事らと、トークライブを行った。
「盃jammer」は弟のRYOと作曲した曲であり、その際には「低音一家」という名義を使用する。

### 旧メンバー
KATCHAN（カッチャン、1983年6月19日（42歳） -）
ドラムス担当。結成から2005年7月31日まで在籍。
現在はKCB (KICK CHOP BUSTERS)のボーカル、アコースティック・ギターとして活動している。

### サポートメンバー
五十嵐公太
元JUDY AND MARYのドラマー。
2005年、ライブでドラムを担当。

佐野康夫
2006年から2010年までレコーディングとライブでドラムを担当。

桜井正宏
レコーディングとライブでドラムを担当。2007年のアリーナツアー“step by singin' tourist”や2008年のホールツアー“PANIC FANCY”などに参加。
2022年3月14日逝去。

SASSY
DracoVirgo、元HIGH and MIGHTY COLORのドラマー。
現在もライブでドラムを担当。
TETSUYUKI
ジン、Stellagramのドラマー。
近年のライブでドラムを担当。

## 音楽性
NAOTOが高校2年生の時、周りにいたダンサーとサンプラーやリズムマシンを使ってトラックを作っていた。それと共にORANGE RANGEのオケも作っていたが、そのままではライブで演奏できないため、メンバー全員でスタジオに行き、バンドの音に変えていった。「奏重鼓」などは当時BOOM BOOM SATELLITESがチャック・Dをフィーチャリングした楽曲のようなタイプの作品をやりたかったため、ラップを入れ、楽器の演奏にもヒップホップの概念を生かしている。
メジャーデビュー直後、NAOTOは、音楽が普通のロックならちょっとヘンテコなバンドだが、アイドル的に売っていけばアンバランスな感じが面白いと考え、ポップ・ミュージックの「上海ハニー」をシングルとして作曲した。しかし他のメンバーにはアイドルっぽく売ろう、ということだけが中途半端に伝わり、当時ヘヴィな曲をやりたかったRYOなどはこの曲に対して乗り気でなかった。ただ、現在は「上海ハニー」も好きだと述べている。その後は「奏重鼓」のようなラウドロック、「上海ハニー」のようなポップスの他にも、アメリカンロック、UKロック、メロディック・ハードコア、沖縄音楽、オーケストラ、レゲエ、打ち込みビート、エレクトロ・ポップ、ディスコ、テクノ、ブルース、ファンクなど様々な音楽の要素を取り入れた楽曲を制作している。
また、NAOTOはバンドの発起人であるKATCHANが脱退してからは、ORANGE RANGEのオリジナルなグルーヴ感は変化したと考えている。デビュー初期はほとんどの作曲をNAOTOが担当していたが、2ndアルバム『musiQ』の頃からYOHも作曲をはじめ、SUPER((ECHO))LABELを設立してからのアルバム『orcd』ではNAOTO作曲の楽曲とYOH作曲の楽曲の割合が6:4程度になっている。YOHは基本はひずんでいて、その中でメンバーが表現できる曲が良いと考えている。

## 略歴
1999年
- 3月: 中学校の卒業パーティーにおいてNAOTOとKATCHANがバンドで演奏。

2000年
- 5月8日: 地元の商店街のストリートでのイベントでHIROKIが加入してから4人での初ライブ。

2001年
- 3月: YOH, HIROKI, RYO, YAMATOの順に加入して6人となり、ORANGE RANGE結成。
- 7月: ホール音楽市のイベントで、6人揃っての初ライブ。

2002年
- 2月22日: ミニアルバム『オレンジボール』でインディーズデビュー。
- 7月6日: 初の大規模フェス「第20回 ピースフルラブ・ロックフェスティバル」に参加。
- 8月: 本土で初のライブツアーを行う。
- 8月25日: シングル「ミチシルベ/ミッドナイトゲージ」をインディーズで発売。

2003年
- 2月22日: 初の本人たち主催のイベント「テレビズナイト」を開催。
- 6月4日: シングル「キリキリマイ」でメジャーデビュー。
- 7月5日:「第21回 PEACEFUL LOVE ROCK FESTIVAL 2003」に出演。
- 7月16日: シングル「上海ハニー」を発売。オリコン最高5位と一気にブレイク。
- 8月2日・3日: ロックフェス「SUMMER SONIC」に初出演。
- 8月9日 - 27日: FM Q-LEAGUE招待イベントに出演。
- 10月2日: 山内中学校で凱旋ライブ。
- 10月13日 - 11月22日: 学園祭ツアーを行う。
- 10月22日: シングル「ビバ★ロック」を発売。初のタイアップがつく。
- 11月17日: アルバムの先行シングルとして「落陽」を発売。
- 12月17日: メジャー初アルバム『1st CONTACT』を発売。

2004年
- 1月4日 - 17日: メジャーとして初のツアー「LIVE TOUR 004〜タカシイッパイイッパイ!?〜」で福岡・大阪・東京・沖縄を回る。
- 2月25日: シングル「ミチシルベ〜a road home〜」を発売。
- 3月: RYOが高校を、NAOTOが専門学校をそれぞれ卒業。
- 6月9日: シングル「ロコローション」発売。オリコン週間チャート2週連続1位のヒット。
- 6月13日 - 7月27日:「LIVE TOUR 004」としてワンマン形式の「〜ラ・ワンマンリサイタル〜」と対バン形式の「〜三十路でゴメン DEAD or LIVE〜」が同時進行するという異例のツアーを行う。
- 7月28日: ビデオクリップとメイキング映像、「〜タカシイッパイイッパイ!?〜」のライブ映像、オフショットなどを収録した初のDVD『ヴィデヲ・ラ・コンタクト』を発売。
- 8月7日・8日: 「SUMMER SONIC 2004」に出演。
- 8月22日:「MONSTER baSH 2004」に出演。
- 8月25日: シングル「チェスト」を10万枚限定で発売。
- 10月20日: シングル「花」を発売。ミリオンに近い売上を記録した。
- 12月1日: アルバム『musiQ』を発売。この年ヒットしたシングル4曲や、携帯電話 (au by KDDI) のCMに使われた「以心電信」などを収録。
- 12月31日: 沖縄コザの年越しイベントに参加、中継で『NHK紅白歌合戦』に初出演、「ロコローション」を披露する。

2005年
- 2月10日 - 4月9日: 全国ツアー「LIVE TOUR 005 “musiQ” supported by au by KDDI」を開催。
- 2月23日: シングル「＊〜アスタリスク〜」を発売。
- 4月27日: DVD『ヴィデヲ・DE・リサイタル』を発売。
- 5月25日: シングル「ラヴ・パレード」を発売。オリコンチャート2週連続1位獲得。
- 5月28日:「湘南音祭 Vol.0」に出演。
- 6月3日: 出演した「ミュージックステーション」の生放送終了後、KATCHANが左手に痛みを覚え、腱鞘炎と診断され活動休止。
- 6月8日: シングル「お願い!セニョリータ」を発売。「ラヴ・パレード」と合わせて3週連続1位獲得。
- 6月11日:「MIYAKO ISLAND ROCKFESTIVAL 2005」に出演。
- 7月2日:「第23回 PEACEFUL LOVE ROCK FESTIVAL 2005」に出演。
- 7月24日:「SETSTOCK'05」に出演。
- 7月31日: KATCHANが音楽性の違いにより脱退。オフィシャルサイトにKATCHAN自身のコメントとメッセージが載せられる。この日より数日間、オフィシャルHPにファンが殺到し、サーバがパンク寸前だったといわれる。
- 8月13日・14日:「SUMMER SONIC 2005」に出演。
- 8月20日:「RISING SUN ROCK FESTIVAL 2005 in EZO」に出演。
- 8月24日: KATCHAN脱退後初のシングル「キズナ」を発売。
- 8月27日:「MONSTER baSH 2005」に出演。
- 9月3日:「音楽と髭達 2005」に出演。
- 10月12日: アルバム『ИATURAL』を発売。
- 10月29日 - 12月14日: アリーナツアー「LIVE TOUR 005 “ИATURAL” supported by MATCH」を開催。
- 12月21日: 初のライブDVD『LIVE musiQ 〜from LIVE TOUR 005“musiQ”at MAKUHARI MESSE 2005.04.01〜』を発売。
- 12月29日:「COUNTDOWN JAPAN 05/06」に出演。
- 12月31日: 沖縄でのカウントダウンライブに参加。
- オリコン年間チャートのトップ30にシングル5作、アルバム2作がランクインする。

2006年
- 4月12日: 初のリミックスアルバム『Squeezed』を発売。
- 5月10日: 9カ月ぶりのシングル「チャンピオーネ」を発売。NHKの「2006 FIFAワールドカップ」テーマソングとして話題となる。
- 6月24日:「MIYAKO ISLAND ROCKFESTIVAL 2006」に出演。
- 7月1日:「第24回 PEACEFUL LOVE ROCK FESTIVAL 2006」に出演。
- 7月22日:「SETSTOCK'06」に出演。
- 7月23日:「FM802 MEET THE WORLD BEAT 2006」に出演。
- 7月30日:「HIGHER GROUND 2006」に出演。
- 8月5日:「ROCK IN JAPAN FESTIVAL 2006」に初出演。
- 8月30日: シングル「UN ROCK STAR」を10万枚限定で発売。
- 8月31日 - 12月13日: 全国ツアー「LIVE TOUR 006 “FANTAZICAL” supported by T&C Surf Designs」を開催。
- 9月20日: ライブDVD『LIVE ИATURAL 〜from LIVE TOUR 005“ИATURAL”at YOKOHAMA ARENA 2005.12.13〜』を発売。
- 10月25日: シングル「SAYONARA」を発売。
- 12月6日: アルバム『ORANGE RANGE』を発売。
- 12月31日: 沖縄市の年越しイベントに参加、中継で『NHK紅白歌合戦』に2度目の出演、「チャンピオーネ」を披露する。

2007年
- 2月22日: 本人たち主催のイベント「テレビズナイト007」を開催。また、この日がインディーズデビュー5周年となる。
- 2月26日 - 3月14日: FCツアー「AID JAM 007」を開催。
- 3月31日 - 4月25日: アリーナツアー「LIVE TOUR 007 STEP BY SINGIN' TOURIST」を開催。
- 4月25日: シングル「イカSUMMER」を発売。
- 7月18日: シングル「イケナイ太陽」を発売。
- 7月25日: 初のベストアルバム『ORANGE』 『RANGE』を同時発売。
- 8月4日:「ROCK IN JAPAN FESTIVAL 2007」に出演。
- 9月1日:「TREASURE05X 2007 〜stormy stadium〜」に出演。
- 10月6日: ムコ多糖症患者の支援ライヴ「てるてるいのち第1章」に参加。
- 12月5日: ライブDVD『ORANGE RANGE LIVE TOUR 006 〜FANTAZICAL〜』を発売。 NAOTOのソロプロジェクト、delofamiliaがアルバム『quiet life』を発売。
- 12月29日: 「COUNTDOWN JAPAN 07/08」に出演。
- 12月31日: 沖縄でのカウントダウンライブに参加

2008年
- 3月5日: シングル「君station」を発売。
- 4月2日 - 5月12日: FCツアー「AID JAM 008」を開催。
- 4月3日 - 5月13日: 年春ツアー「devil pop showcase tour 008」を開催。
- 5月28日: シングル「O2」を発売。
- 7月9日: アルバム『PANIC FANCY』発売。
- 7月12日: 本人たち主催のイベント「テレビズナイト008」を開催。
- 8月17日: イベント「GUNDAM OO×CODE GEASS GO!GO!5!FES '08 in 武道館」に出演。
- 9月4日 - 12月17日: 全国ホールツアー「LIVE TOUR 008 “PANIC FANCY”」を開催。
- 10月16日: 福岡でシークレットライブを開催。
- 11月12日: シングル「おしゃれ番長 feat.ソイソース」を発売。
- 11月23日: 札幌でシークレットライブを開催。
- 12月3日: ベストアルバム『裏 SHOPPING』を発売。
- 12月25日: 渋谷でのイベントに参加。

2009年
- 4月8日: ライブDVD『LIVE TOUR 008“panic fancy”AT 武道館』を発売。同時にNAOTOのソロプロジェクトdelofamiliaが2ndアルバム『eddy』を発売。
- 5月2日 - 6月6日: FCツアー「AID JAM 009」を開催。
- 7月8日: シングル「瞳の先に」を発売。
- 8月5日: アルバム『world world world』を発売。
- 8月30日 - 10年1月10日: 全国ツアー「LIVE TOUR 009-010 “world world world”」を開催。
- 9月22日 - 1月12日: 全国ライブハウスツアー「LIVEHOUSE TOUR 009-010 “茂さん結婚29周年記念末永くお幸せに”」開催。
- 11月10日: フジテレビ「森田一義アワー 笑っていいとも!」の、「テレフォンショッキング」に初出演。

2010年
- 2月20日: さいたまスーパーアリーナで「ORANGERANGEカーニバル 〜春の祭典スペシャル〜」を開催。
- 5月29日:「ROCKS TOKYO 2010」に出演。
- 6月9日:「ORANGERANGEカーニバル 〜春の祭典スペシャル〜」のDVD発売。
- 7月3日:「湘南音祭 Vol.4」に出演。
- 7月14日: コンプリートシングルBEST ALBUM「ALL the SINGLES」の2枚組CD&初回限定全シングルのミュージックビデオDVD、「ORANGE RANGE world world world TOUR VS 名古屋ELL」の2枚組みDVD発売。
- 7月18日:「JOIN ALIVE 2010」に出演。
- 7月24日:「OGA NAMAHAGE ROCK FESTIVAL VOL.1」に出演。
- 7月25日:「HIGHER GROUND 2010」に出演。
- 7月28日: 彼らの主催する新レーベル「SUPER ECHO LABEL」より、配信・レンタル限定で「ウトゥルサヌ」を発売。
- 8月7日:「ROCK IN JAPAN FESTIVAL 2010」に出演。
- 8月14日:「MTV ZUSHI FES 10 supported by RIVIERA」に出演。
- 8月21日:「MONSTER baSH 2010」に出演。
- 8月28日:「音楽と髭達 2010 -GENERATION-」に出演。
- 9月1日: NAOTO本人が担当するシングル「pages」を限定配信。
- 9月22日: 配信・レンタル限定で「ヤーヤーヤー」と「ordl」を発売。
- 10月20日: アルバム『orcd』を発売。
- 10月25日: 「お願い！セニョリータ」発売時のシークレットライブ以来、5年ぶりのフリーライブを開催。
- 11月17日 - 3月8日: 全国ツアー「LIVE TOUR 010-011 “orcd”」を開催。
- 12月30日:「COUNTDOWN JAPAN 10/11」に出演。

2011年
- 2月7日: ORANGE RANGE初となる公式アプリ・ショップ「ORANGE STORE」がオープン。
- 2月9日: NAOTO本人が担当するシングル「transfer」を配信リリース。
- 3月26日: 3月11日に発生した東日本大震災からの復興を願った書き下ろしの新曲「one」をオフィシャルサイトで無料配信。
- 4月15日 - 7月22日:「LIVE TOUR 010-011 “orcd”」の追加公演「LIVE TOUR 011 orcd “one”」を開催。
- 7月9日:「第29回 PEACEFUL LOVE ROCK FESTIVAL 2011」に出演。
- 8月6日:「ROCK IN JAPAN FESTIVAL 2011」に出演。
- 8月10日 - 30日: コンセプトツアー「RANGE AID+ presents “RWD← SCREAM 011”」を初開催。
- 9月24日:「ガガガSP 長田大行進曲 2011」に出演。
- 10月1日:「MONGOL800 ga FESTIVAL What a Wonderful World!! 2011」に出演。
- 12月14日: LOVERSSOUL x HIROKI from ORANGE RANGEコラボレーション楽曲「Loveliest」の着うた(R)が、レコチョクにて独占先行配信スタート。
- 12月28日: ORANGE RANGE主催のイベント「縁舞 -vol.1-」（対バン：ジン）を初開催。
- 12月29日:「COUNTDOWN JAPAN 11/12」に出演。

2012年
- 1月10日: 自主レーベル「SUPER ECHO LABEL」がビクターエンタテインメントの「SPEEDSTAR RECORDS」と提携することを発表。
- 1月18日: LOVERSSOULとのコラボシングル、「Loveliest」をリリース。
- 1月29日:「au by KDDI presents オンタマカーニバル 2012」に出演。
- 2月22日: 10周年記念ソング「Anniversary Song 〜10th〜」を無料配信。
- 2月23日: ORANGE RANGE主催のイベント「縁舞 -vol.2-」（対バン：山嵐）を開催。
- 2月26日:「DEVILOCK NIGHT THE FINAL」に出演。
- 3月14日: ORANGE RANGEのHIROKIが初の単行本「ヒロキ3%」を発売。
- 4月13日: 東京で「おかげさまで10周年。琉球サミット in 江戸〜ORANGE RANGEとMONGOL800」を開催。
- 4月18日: アルバム「NEO POP STANDARD」を発売。
- 5月10日 - 8月19日: 「LIVE TOUR 012 “NEO POP STANDARD”」を開催。
- 7月25日: 新曲「サディスティックサマー」が、レコチョクにて独占先行配信スタート。
- 8月3日: ORANGE RANGE主催のイベント「縁舞 -vol.3-」（対バン：FLOW）を開催。
- 8月4日:「ROCK IN JAPAN FESTIVAL 2012」に出演。
- 9月18日:「FLOW THE PARTY 2012「対バンTHE MAX!!!」」に出演。
- 9月22日:「New Acoustic Camp 2012」に出演。
- 10月10日: ORANGE RANGE主催のイベント「縁舞 -vol.4-」（対バン: 2side1BRAIN）を開催。
- 11月10日:「ハッピーMusic LIVE 2012」に出演。
- 11月13日: ORANGE RANGE主催のイベント「縁舞 -vol.5-」（対バン: フラワーカンパニーズ）を開催。
- 12月26日: ORANGE RANGE主催のイベント「縁舞 -vol.6-」（対バン: MO'SOME TONEBENDER）を開催。
- 12月30日:「COUNTDOWN JAPAN 12/13」に出演。

2013年
- 1月12日: 梅田CLUB QUATTROで行われた「PUNISHER'S NIGHT 2013」に出演。
- 1月18日: Zepp DiverCityで行われた「SPEEDSTAR RECORDS 20th Anniversary Live 〜LIVE the SPEEDSTAR 20th〜」に出演。
- 1月31日 - 2月23日: コンセプトツアー「RANGE AID+ presents “RWD← SCREAM 013”」を開催。
- 2月23日: HIROKIが絵本『ぐるぐるハッピー』を発売。
- 3月18日 - 21日: 東京・名古屋・大阪でファンクラブ限定のライブツアー「ORANGE RANGE FC TOUR SHOWCASE LIVE 013」を開催。
- 4月17日: 3年9カ月ぶりとなるシングル「オボロナアゲハ/もしも」を発売。
- 4月28日: エコキャンプみちのくで行われた「ARABAKI ROCK FEST.13」に出演。
- 5月6日: 日比谷野外大音楽堂で行われたGOING UNDER GROUND主催のイベント「SOU FES」に出演。
- 5月11日: 大阪城音楽堂で開催された「風雲！大阪城音泉 〜清水音泉開湯10周年記念〜」に出演。
- 5月30日: ORANGE RANGE主催のイベント「縁舞 -vol.7-」(対バン: THE BACK HORN) を開催。
- 6月9日: 舞洲アリーナで行われた「BASUKE祭 2013」に出演。
- 6月22日: 南西楽園宮古島リゾート敷地内特設会場で行われた「MIYAKO ISLAND ROCK FESTIVAL 2013」〜SAVE THE SEA, SAVE THE SKY〜に出演。
- 6月27日:「ORANGE RANGE SHOWCASE LIVE at SHIBUYA-AX 〜New Album "spark" 視聴会〜」を開催。
- 7月12日: 桜坂セントラルでORANGE RANGE主催のイベント「縁舞 -vol.8-」(対バン: DIAMANTES) を開催。
- 7月13日: 沖縄市野外ステージで行われた「ピースフルラブ・ロックフェスティバル 2013」に出演。
- 7月20日: 四国中央市寒川豊岡海浜公園ふれあいビーチで行われた「SUN BURST 2013 SHIKO CHU BEACH ROCK FESTIVAL」に出演。
- 7月24日: アルバム「spark」を発売。同日「NEO POP STANDARD」と共に北米・ヨーロッパ・中南米・アジアを含む世界91カ国のiTunes Storeで配信開始。
- 7月26日: アルバム「NEO POP STANDARD」・「spark」が台湾・香港・シンガポールのiTunes Storeでも配信開始。
- 7月28日: いわみざわ公園で行われた「JOIN ALIVE 2013」に出演。
- 7月30日: 渋谷CLUB QUATTROで行われた「Shibuya CLUB QUATTRO 25th Anniversary "QUATTRO QUARTER" 〜What I Got〜-」（対バン：グッドモーニングアメリカ）に出演。
- 8月3日: 台北市立兒童育樂中心&台北花博公園で行われた「FORMOZ FESTIVAL 2013 野台開唱」に出演。
- 8月4日: 国営ひたち海浜公園で行われた「rockin'on presents ROCK IN JAPAN FESTIVAL 2013」に出演。
- 9月4日: NAOTOとHIROKIによるユニットプロジェクト「NaotoHiroki&Karatesystems」がアルバム「Travel sounds」でデビュー。
- 9月14日 - 12月22日:「LIVE TOUR 2013 “spark”」を開催。
- 10月19日: 石巻BLUE RESISTANCEで「ORANGE RANGE LIVE in 石巻 〜意思の巻篇〜」を開催。
- 12月21日: 新木場STUDIO COASTで行われた「VIRGO 10th ANNIVERSARY SPECIAL LIGHT UP THE DARKNESS VOL.1」に出演。
- 12月28日: 幕張メッセで行われた「rockin'on presents COUNTDOWN JAPAN 13/14」に出演。
- 12月29日: 渋谷CLUB QUATTROでORANGE RANGE主催のイベント「縁舞 -vol.9-」（対バン：モーモールルギャバン）を開催。

2014年
- 1月25日:「EX THEATER OPENING SERIES 2014 NEW YEAR PREMIUM "GO LIVE VOL.1"」に出演。YAMATOはインフルエンザのため出演を辞退した。
- 2月14日 - 23日:「ORANGE RANGE ASIA LIVE 014」を開催。
- 3月24日: 沖縄国際映画祭ビーチステージで開催された「第6回沖縄国際映画祭 KYORAKU PRESENTS ノンストップパフォーマンス祭り」に出演。
- 4月2日 - 5月31日:「RANGE AID+ presents ORANGE RANGE FC TOUR 014」を開催。
- 6月7日:「島根県立大学出雲キャンパス大学祭 Twinkle 〜今、そして未来へ〜」に出演。
- 6月19日: 名古屋Electric Lady Landで開催された「ELL37、フラカン25、レンジ13〜巳年繋がり〜モヘイは61」に出演。
- 6月28日: 兼久海浜公園で開催された「沖縄からうた開き!うたの日コンサート2014 in嘉手納」に出演。
- 7月11日 - 8月12日: ORANGE RANGEが主催しているイベント「縁舞 -vol.10-」が初のツアー形式で開催。（対バン：9mm Parabellum Bullet/HEY-SMITH/MONOBRIGHT/the telephones/THE イナズマ戦隊/TOTALFAT/アルカラ/四星球）
- 7月26日: 男鹿市船川港内特設ステージで開催された「OGA NAMAHAGE ROCK FESTIVAL VOL.5」に出演。
- 8月2日: 韓国・仁川市松島PENTAパークで開催された「INCHEON PENTAPORT ROCK FESTIVAL 2014」に出演。
- 8月10日: 国営ひたち海浜公園で開催された「rockin'on presents ROCK IN JAPAN FESTIVAL 2014 Supported by BOSE」に出演。
- 8月30日: ミュージックタウン音市場&音楽広場で「ORANGE RANGE presents テレビズナイト014」を開催。
- 9月7日: 泉大津フェニックスで開催された「OTODAMA'14〜音泉魂〜"必死のパッチで10回目！"」に出演。
- 10月4日 - 12月23日:「ORANGE RANGE テブラ DE ゴメン TOUR 014」を開催。
- 10月25日: いわき明星大学学園祭 IMU SUPER LIVE 2014『ORANGE RANGE』に出演。
- 11月2日: 熊本大学 紫熊祭 LIVE 2014「I LOVE YOU」に出演。
- 11月8日: 山口大学 第70回医学祭「ON YOUR FEET〜医気揚々〜」に出演。
- 12月19日: Zepp Tokyoで開催された「This Summer Festival 2014」に出演。(対バン:［Alexandros］/キュウソネコカミ)
- 12月27日: 渋谷CLUB QUATTROで「縁舞 -vol.11-」を開催。(対バン:N'夙川BOYS)
- 12月29日: 幕張メッセで開催された「rockin'on presents COUNTDOWN JAPAN 14/15」に出演。

2015年
- 2月6日:「BRAHMAN Tour -Hands and Feet 7-」の桜坂セントラル公演に出演。
- 3月28日: 台北アリーナで開催された「魔幻新樂園 Asia live Battle in Concert 1st Round」に出演。
- 4月4日 - 5月9日:「RANGE AID+ presents "RWD← SCREAM 015"」を開催。
- 7月18日: TSUTAYAでのレンタル、および配信限定の新作「SUSHI食べたいEP」をリリース。
- 8月1日: 国営ひたち海浜公園で行われた、「rockin'on presents ROCK IN JAPAN FESTIVAL 2015」に出演。
- 8月8日: 新木場ageHaで開催する「Tokyo WonderNight -SUMMER CARNIVAL-」に、RYO from ORANGE RANGEとしてボーカルRYOが出演。
- 8月19日:「UKFC on the Road 2015」に出演。
- 8月26日: 前作「spark」より二年ぶりとなる、10枚目のオリジナルアルバム「TEN」を発売。
- 8月30日: ミュージックタウン音市場&音楽広場で「ORANGE RANGE presents テレビズナイト015」を開催。
- 9月16日: 1stソロアルバム「DELIGHT」でRYO from ORANGE RANGE 名義でRYOがCDソロデビュー。
- 9月18日 - 12月13日: アルバムの発売に伴い、全国ホールツアー「ORANGE RANGE LIVE TOUR 015 〜TEN〜」を開催。
- 11月7日: 台湾にて「金音創作獎 2015 GOLDIE INDEN MUSIC AWARDS」に出演。
- 12月19日: 地元沖縄での「ORANGE RANGE LIVE TOUR 015 〜TEN〜」追加公演を開催。
- 12月27日: 渋谷CLUB QUATTROで「縁舞 -vol.12-」を開催。(対バン:WANIMA)
- 12月28日:「FM802 ROCK FESTIVALRADIO CRAZY 2015」に出演。
- 12月30日:「COUNTDOWN JAPAN 15/16」に出演。

2016年
- 2月7日: 地元沖縄のFM沖縄にてORANGE RANGEの新ラジオレギュラー番組「てれこ 〜ORANGE RANGEのれでぃお番長〜」がスタート。
- 2月17日: ももいろクローバーZの4thアルバム『白金の夜明けハ（2月17日発売）』の7曲目に収録される「カントリーローズ -時の旅人-」に、NAOTOがプロデューサーとして楽曲提供。
- 2月22日: 東京で自主企画「琉球サミット in 江戸」を4年ぶりに開催。
- 2月24日: 大阪なんばHatchにてイベント「uP!!!SPECIAL LIVE HOLIC vol.6 supported by SPACE SHOWER TV」に出演。
- 3月9日: 岩手にて「ORANGE RANGE ACOUSTIC LIVE at RACCOS BURGER OFUNATO / FREAKS」を開催。
- 3月11日:「CANDLE 11th FUKUSHIMA311 -LIGHT with FUKUSHIMA- at 福魂祭」に出演。
- 3月17日 - 3月25日:「RANGE AID+ presents ORANGE RANGE FC TOUR 016」を開催。
- 3月26日:「LightningDASH!2016 TOKYO」にnaotohiroyama (NAOTO)がDJとして出演。
- 4月1日、沖縄県内でオンエアのバヤリースCM”バヤガール篇”に、ORANGE RANGEの楽曲「センチメンタル (ORANGE RANGEの曲)|センチメンタル」が起用。
- 4月23日:「TOWER RECORDS presents NO OKINAWA, NO LIVE. Vol.4 ゆーち！」に出演。
- 4月24日:「島ぜんぶでおーきな祭 第8回沖縄国際映画祭」にHIROKI & RYOが出演。
- 5月2日: Zepp Fukuokaにて「Zepp Fukuoka 〜FINAL WEEK〜 "博多騒動 橙VS蒼VS忘"」に出演。
- 5月4日: 幕張海浜公園JAPAN JAM BEACH特設会場にて開催する「JAPAN JAM BEACH 2016」に出演。
- 5月8日: MAGIC OF LiFEが主催する栃フェス「Don't Stop Music Fes.TOCHIGI 2016」に出演。
- 5月14日: 静岡県御殿場市 富士山樹空の森にて開催するアクティビティ型アウトドアイベント「ACO CHILL（アコチル）」に出演。
- 5月29日:「山嵐」が主催するイベント「路地裏 -山嵐 & F.A.D 20th Anniversary!!- 〜山嵐Presents〜」に出演。
- 6月2日: 愛知・名古屋CLUB QUATTROにて開催する対バンイベント「縁舞 -vol.13-」を主催。
- 6月4日: 北陸最大級のアリーナフェス「百万石音楽祭2016〜ミリオンロックフェスティバル」に出演。
- 6月18日:「MIYAKO ISLAND ROCK FESTIVAL 2016 〜SAVE THE SEA, SAVE THE SKY〜 海に優しく、空に優しい、南の島のロックフェス」に出演。
- 7月1日: スピッツ主催の「ロックロックこんにちは！20th Anniversary Special 〜R2 need U, I need U〜」出演。
- 7月9日: 沖縄市野外ステージにて行われた「Peaceful Love Rock Festival 2016」に出演。
- 7月16日: 北海道岩見沢市のいわみざわ公園で開催する野外音楽フェスティバル「JOIN ALIVE 2016」に出演。
- 7月20日: 15周年記念コラボレーションアルバム「縁盤」をリリース。
- 7月24日: 宮崎・シーガイアスクエア1で開催の野外フェス「UMK SEAGAIA JamNight 2016 〜40th anniversary〜 "Juke Night 〜J-ROCK & POPS〜"」に出演。
- 7月30日:「OGA NAMAHAGE ROCK FESTIVAL vol.7」に出演。
- 8月7日:「ROCK IN JAPAN FESTIVAL 2016」に出演。
- 8月13日: ミュージックタウン音市場にて、「ORANGE RANGE presents テレビズナイト016」を主催。
- 8月18日:「HEY-SMITH "STOP THE WAR TOUR"」に出演。
- 8月20日:「MONSTER baSH 2016」に出演。
- 8月21日: 香川・国営讃岐まんのう公園で開催される「MONSTER baSH 2016」に出演。
- 8月27日:「SPACE SHOWER SWEET LOVE SHOWER 2016」に出演。
- 9月10日 - 17年3月20日: 全国ツアー「LIVE TOUR 016-017 “おかげさまで15周年!47都道府県DEカーニバル”」を開催。
- 9月14日: ベースYOHが「ATELIER Z presents YOH(ORANGE RANGE)ベースサウンドセミナー 〜YOHシグネチャーモデル発表会〜」を開催。
- 12月28日:「COUNTDOWN JAPAN 16/17」に出演。

2017年
- 1月10日: ORANGE RANGE × B-PASS HISTORY BOOK「OR BY BP」発売。
- 3月10日:「石井麻木 PHOTO EXHIBITION special acoustic LIVE!」出演。
- 3月11日: 新木場STUDIO COASTにてイベント「uP!!!SPECIAL LIVE HOLIC vol.9」出演。
- 3月30日: FM802×TSUTAYA ACCESS! キャンペーンソングにHIROKIが参加。
- 4月15日: 香港・九龍湾Music Zone@E-Maxにて、ORANGE RANGE LIVE 017 カーニバル EXTRA 〜香港 DE カーニバル〜」を開催。
- 4月16日: 台湾・台北Legacyにて「ORANGE RANGE LIVE 017 カーニバル EXTRA 〜台北 DE カーニバル〜」を開催。
- 4月21日: 「アオイトリ」が、法廷サスペンス映画『ありえなさ過ぎる女 〜被告人しえ〜』の主題歌に起用。
- 4月23日: 「島ぜんぶでおーきな祭 第9回沖縄国際映画祭」出演。
- 5月24日: THE BACK HORNが行うツーマンライブツアー「KYO-MEI対バンライブ in KAWASAKI Vol.2」に出演。
- 6月6日:「ROCK KIDS 802 -OCHIKEN Goes ON!!- SPECIAL LIVE HIGH! HIGH! HIGH!」出演。
- 7月16日 – 8月26日:『ORANGE RANGE』の再現をコンセプトに掲げ、2017年7月〜8月にかけて全国11都市13公演を巡るライブツアー「RWD← SCREAM 017」開催。
- 10月14日:「ORANGE RANGE presents テレビズナイト017 in 闘牛場 FINAL」を開催。
- 10月25日: YAMATOがボーカルを務めるバンドNEE NEE、2枚目のアルバム「N2」をリリース。
- 11月1日: オリジナル作品としては2年3か月ぶりとなるEP作品『UNITY』をリリース。
- 11月22日 - 18年2月12日: 全国ツアー「ORANGE RANGE LIVE TOUR 017-018 〜UNITY〜」を開催。

2018年
- 2月10日: 島村楽器津田沼パルコ店にてベースのYOHがセミナーを開催。
- 3月10日: 宮城県南三陸町歌津地区の南三陸ハマーレ歌津にて、アコースティック編成「ORANGE RANGE 南三陸応援ライブ」に出演。
- 3月14日: NAOTOが作詞作曲・プロデュース、「夢みるアドレセンス」新体制初シングルがリリース。
- 3月17日: 幕張メッセで開催の「ビクターロック祭り2018」に初出演。
- 4月7日: 04 Limited Sazabys主催の野外フェス「YON FES 2018」出演。
- 5月4日: さいたまスーパーアリーナで行われた「VIVA LA ROCK 2018」出演。
- 5月19日:「ACO CHiLL CAMP 2018 powered by KIRIN 富士山麓」出演。
- 5月31日: ヤバイTシャツ屋さんを迎えて開催される対バン企画ライブ「縁舞 -vol.14-」を開催。
- 6月18日: フットボールブランド「sfida」2018 応援アーティストに就任。
- 8月12日:「rockin'on presents ROCK IN JAPAN FESTIVAL 2018」出演。
- 8月14日: ORANGE RANGEとハウステンボスがコラボレーションしたスペシャル花火ショー開催。
- 8月23日: マイナビBLITZ赤坂にて「今夜もSTAY UCHINANTUNE スペシャル ORANGE RANGE SHOWCASE LIVE 018 〜ELEVEN PIECE〜」 を開催。
- 8月29日: 前作よりおよそ3年ぶりとなる、11枚目のオリジナルアルバム『ELEVEN PIECE』を日本と台湾で同時リリース。
- 9月6日 - 8日: ORANGE RANGEを撮り続けてきた写真家、平野タカシとORANGE RANGEの写真展が、台湾・台北市内のポップアップスペース「24B1」で開催。
- 9月21日: 小泉今日子主演映画『食べる女』にRYOが”米坂トキヲ”役で出演。
- 9月28日: 全国ツアー「ORANGE RANGE LIVE TOUR 018-019 〜ELEVEN PIECE〜」を開催（2019年2月8日まで）。
- 10月1日: NHK「みんなのうた」に「Family」が起用。（10月〜11月にかけて放送）。
- 10月3日: 配信シングル「Family」をリリース。
- 11月3日:「MONGOL800 ga FESTIVAL What a Wonderful World!!18」出演。

2019年
- 2月1日: テレビ朝日系「MUSIC STATION 3時間SP」出演。
- 2月22日: NHK BSプレミアム「The Covers」出演。
- 3月10日:「SONG OF THE EARTH FUKUSHIMA 311 ※アコースティック編成」に出演。
- 3月19日、「GYAO!&J-WAVE Present LIVE INTIMATE」に出演。
- 3月30日:「-LIVE HOLIC 5th ANNIVERSARY- uP!!! SPECIAL LIVE HOLIC extra vol.3 supported by SPACE SHOWER TV」に出演。
- 3月31日: テレビ朝日チャンネル1「ORANGE RANGE LIVE TOUR 018-019 〜ELEVEN PIECE〜 at NHKホール完全版＆台湾密着SP」放送。
- 4月5日:「s60 & Xmas Eileen DJ Presents ZASSO.」に出演。
- 4月13日: 沖縄・ミュージックタウン音市場&音楽広場にて「ORANGE RANGE presents “テレビズナイト019”」を主催。あいみょん、Yogee New Wavesなど多数のアーティスト、お笑い芸人も出演した。
- 4月28日:「LIVE! TO ＼ワー／ RECORDS feat. go!go!vanillas」出演。
- 5月4日:「rockin'on presents JAPAN JAM 2019」出演。
- 5月5日: 沖縄・那覇港新港ふ頭メインステージで開催された「第45回 那覇ハーリー」出演。
- 5月12日:「HEY-SMITH "Life In The Sun TOUR" ファイナルシリーズ」に参加出演。
- 6月6日: 『キュウソネコカミ「試練のTAIMAN TOUR 2019」』に参加出演。
- 6月9日:「AIMYON vs TOUR 2019 "ラブ・コール"」に参加出演。
- 6月21日:「長崎新聞」にYAMATOインタビュー掲載。
- 6月29日:「京都大作戦2019 〜倍返しです!喰らいな祭〜」出演。
- 7月11日 - 8月30日: ライブツアー「RWD← SCREAM 019」を開催。
- 7月12日:「SPACE SHOWER TV「ORANGE RANGE presents “テレビズナイト019”」放送。
- 7月27日:「OGA NAMAHAGE ROCK FESTIVAL vol.10」出演。
- 7月28日:「FUJI ROCK FESTIVAL '19 」アコースティック編成で出演。
- 8月12日: ベースのYOHが「ISHINOMAKI BUCHI ROCK」出演。
- 8月23日:「WILD BUNCH FEST. 2019」出演。
- 8月25日:「Sky Jamboree 2019 〜one pray in nagasaki〜」出演。
- 8月30日:『RANGE AID+ presents RWD← SCREAM 019』ニコニコ動画にて最終公演ライブ生配信。
- 9月7日:「風とロック芋煮会2019 イモニー村祭り」出演。
- 9月8日:「JA共済 presents RADIO BERRY 25th ANNIVERSARY ベリテンライブ2019 Special」出演。
- 9月14日:「BAYCAMP 2019」出演。
- 9月15日:「New Acoustic Camp 2019 〜わらう、うたう、たべる、ねっころがる。〜10th Anniversary MAGICAL CAMPING EVERLASTING!」出演。
- 9月15日: ベースのYOHが「New Acoustic Camp FM802弾き語り部 〜ニューアコ出張編〜」出演。
- 9月21日:「GAMA ROCK FES 2019 」アコースティック編成で出演。
- 9月28日:「PIA MUSIC COMPLEX 2019」出演。
- 9月29日:「Mt.FUJIMAKI 2019」出演。
- 10月6日:「THE GREAT SATSUMANIAN HESTIVAL 2019」出演。
- 10月19日:「Town Full Music Toyonaka 〜命を救おうプロジェクト〜」出演。
- 11月2日:「関西学院大学 新月祭2019「ORANGE RANGE ライブ2019 〜K.G.PIECE 無限に広がるレンジ〜」出演。
- 11月2日:「西日本工業大学 第52回 美夜古祭「ORANGE RANGE 学園祭LIVE」出演。
- 11月7日: RYO from ORANGE RANGE「Shinjuku club SCIENCE presents AMBITIOUS!! Episode 46 〜Shinjuku club SCIENCE 4th anniversary Day6〜」出演。
- 11月10日:「沖縄キリスト教学院大学・沖縄キリスト教短期大学「第55回 キリ学祭」」
- 11月20日: オリオンビール「WATTA」のCMソングとして書き下ろした新曲「Enjoy!」リリース。
- 11月20日: LIVE DVD&Blu-ray「LIVE TOUR 018-019 〜ELEVEN PIECE〜 at NHKホール 」をリリース。
- 12月21日:「縁舞 -vol.15-」を主催。渋谷CLUB QUATTROにてSUPER BEAVERとの対バンを行なった。
- 12月27日:「FM802 30PARTY FM802 ROCK FESTIVAL RADIO CRAZY 2019」出演。
- 12月29日:「rockin'on presents COUNTDOWN JAPAN 19/20」出演。

2020年
- 2月22日 - 9月27日: 全50公演・全国ライブハウスツアー「ORANGE RANGE LIVE TOUR 020 〜NAKED×REFINISHED -3 mics and back sounds-〜」を開催。初心に帰るというコンセプトから、ライブ会場限定CDアルバム『NAKED×REFINISHED -3 mics and back sounds-』を発売した。（※COVID-19 新型コロナウイルス感染症の影響で2020年2月26日(水) 愛知・名古屋Electric Lady Land公演以降の全48公演中止）
- 2月24日: ベースのYOHが「2.24音楽祭 〜Beyond the Border〜」出演。
- 4月11日:「ORANGE RANGE presents “テレビズナイト020”」を主催。ウルフルズなど出演予定だったが、COVID-19 (新型コロナウイルス感染症) の影響で開催中止。
- 4月29日:「KONOHOSHI」を配信リリース。「世界のあるべき姿」をテーマに、ABCテレビ「おはよう朝日です」の40周年を記念した特別番組「おはよう朝日です 40周年記念特別番組 THE挑戦 〜みんな第一歩を踏み出そうSP〜」のために書き下ろした楽曲。
- 8月26日:「気分上々」を配信リリース。アイダ設計「BRAVO ZNEXT」のCMソングとして書き下ろされた楽曲。
- 9月16日:「Imagine」を配信リリース。「ツール・ド・東北」の公式テーマソングとして書き下ろされた楽曲。
- 12月25日: 『NAKED×REFINISHED -3 mics and back sounds-』を配信リリースした。

2021年
- 1月9日:ABC・テレビ朝日系列全国24局ネット(「ANiMAZiNG!!!」）で放送スタートのTVアニメ「SK∞エスケーエイト」の劇中歌「Seize the Moment!!」をNAOTOが作曲・編曲を担当。
- 3月17日:KDDI総合研究所による「新音楽視聴体験　音のVR」でKDDIと16年ぶりのコラボレーション。自身の楽曲「以心電信」「KONOHOSHI」を「音のVR」アプリより配信スタート。「au XR Door」と「auスマートプレミアム　マルチアングルビデオ」の配信も開始。
- 3月31日:LIVE DVD&Blu-ray「LIVE TOUR 017-018 〜UNITY〜 at 中野サンプラザホール」をリリース。
- 3月31日:LIVE DVD&Blu-ray TLIVE　OUR 019 〜What a DE! What a Land!〜 at オリックス劇場をリリース。
- 4月1日:Date fmで新ラジオ番組「SESSION!」放送開始。毎週木曜日のMC担当。
- 4月14日 – 4月22日:ファンクラブ会員限定ツアー「RANGE AID＋presents ORANGE RANGE FC TOUR 021 ~Clap Your Hands~」を愛知・大阪・東京で開催。
- 4月22日:ファンクラブ会員限定でライブ配信「RANGE AID＋presents ORANGE RANGE FC TOUR 021 ~Clap Our Hands~」を配信。
- 5月3日:「VIVA LA ROCK 2021」出演。
- 6月9日:ファンクラブ限定DVD「RANGE AID+ presents RWD← SCREAM 019 at Zepp Tokyo」をリリース。
- 6月30日:総合企業・タニタとのコラボレーションによる健康づくりキャンペーンソング「HEALTH」配信リリース。
- 7月3日:日テレ系音楽の祭典「THE MUSIC DAY 音楽は止まらない」出演。
- 7月4日:「24時間 TikTok LIVE 2021」出演。
- 7月7日:アイドルグループ「７ORDER」メジャー1st両A面シングル楽曲「SUMMER様様」（NAOTO作編曲プロデュース、HIROKI作詞提供）リリース。
- 7月8日– 7月11日:ORANGE RANGE 20周年ライブ「一日千秋“楽”」を岡山・広島・山口で開催。
- 7月30日:「風雲！大阪城音泉〜首里城編〜」出演。
- 8月1日:「 OSAKA GIGANTIC MUSIC FESTIVAL 20>21」出演。
- 8月14日:「FUNDAY MUSIC FESTIVAL 2021」出演。
- 10月1日 − 10月24日:ライブハウス&ホール ツアー「20th Anniversary ORANGE RANGE LIVE TOUR 021 ~奇想天外摩訶不思議~」を5都道府県全国10会場で開催。
- 10月2日：同日から放送されるタツノコプロ原作TVアニメ「MUTEKING THE Dancing HERO」にオープニングテーマとして新曲「ラビリンス」を提供。
- 10月5日：ORANGE RANGEと写真家・平野タカシによるプロジェクト「PAINT IT O -ペイント・イット・オー」がSHIBUYA TSUTAYA〈2021年10月5日(火）〜2021年10月25日(月)〉、奈良　蔦屋書店〈2021年10月29日(金）〜11月7日(日)〉にて開催。

2022年
- 2月23日:新作音源「OKNW.ep」と、ライブBlu-ray / DVD「20th Anniversary ORANGE RANGE LIVE TOUR 021 ～奇想天外摩訶不思議～ at Zepp Tokyo」を同時リリース。
- 3月9日:日清食品「カップヌードル 味噌」のテレビCMソングとして、「SUSHI食べたい feat.ソイソース」の替え歌「MISO食べたい」を提供。
- 5月14日・15日：神奈川・ぴあアリーナMMにて活動21周年を記念したワンマンライブ「ORANGE RANGE ㊗️21周年! スーパーウルトラちゅらちゅらカーニバル」を開催。
- 9月14日、前作よりおよそ4年ぶりとなる、12枚目となるオリジナルアルバム『Double Circle』をリリース。

2023年
- 2月8日～12日:アーティストの楽曲を題材にしたオリジナルストーリーを展開する朗読劇「-音読 Stage- Story of Songs」第一弾として、ORANGE RANGEの楽曲が題材に使用された。
- 6月15日:メジャーデビュー20周年を記念し、「キリキリマイ」「上海ハニー」「ビバ★ロック」「チェスト」「＊～アスタリスク～」のミュージックビデオがYouTubeで公開された。
- 7月12日:新曲「解放カーニバル」を配信リリース。同日にはMVも公開された。

2024年
- 2月22日:新曲「Zombie」をバンドのインディーズデビュー記念日である2月22日に配信リリース。

2025年
- 4月23日:新曲『マジで世界変えちゃう5秒前』を配信リリース。タイトル曲はテレビアニメ「『戦隊大失格』2nd season」のオープニングテーマとして書き下ろされた。同年5月21日には同曲を完全生産限定盤としてCDリリース。シングルCDをリリースするのは「オボロナアゲハ/もしも」以来、約12年ぶりとなる。また、この作品から約15年ぶりにソニー・ミュージックエンタテインメントへの復帰を公表。

## 受賞歴
| 年     | 賞（作品）                                                                        |
| ------ | --------------------------------------------------------------------------------- |
| 2004年 | 第3回 MTV Video Music Awards Japan 2004 最優秀新人アーティストビデオ賞 上海ハニー |
| 2005年 | 第19回 日本ゴールドディスク大賞 ロック&ポップ・アルバム・オブ・ザ・イヤー musiQ   |
| 2005年 | 第4回 MTV Video Music Awards Japan 2005 最優秀ビデオ賞 花                         |
| 2005年 | 第19回 日本ゴールドディスク大賞 アーティスト・オブ・ザ・イヤー 2005               |
| 2006年 | 第5回 MTV Video Music Awards Japan 2006 最優秀アルバム賞 ИATURAL                  |

## 盗作問題
2004年6月9日に発売された「ロコローション」に収録された『ロコローション』と『ORANGE BOAT』が盗作ではないかとインターネット上のサイトなどで多くの論争や検証が行われ、読売ウィークリーや日刊ゲンダイ、月刊サイゾーにおいてもこの問題が報じられた。

### 騒動の流れ
作詞・作曲共にORANGE RANGEの名義で発売・発表されていた「ロコローション」（シングル）は、楽曲のメロディや歌詞の一部などが、リトル・エヴァなどが歌いヒットした「ロコ・モーション」とそのまま一致するなど、サンプリングや当事者への申し入れが一切ないままオリジナル曲とされていたことに対し、「ロコ・モーション」製作者であるキャロル・キング側（あるいは権利を保有する団体、レコード会社など）からの抗議があったとして、アルバム『musiQ』収録時には正式に原曲製作者とORANGE RANGEのカバー曲扱いになっている。
他にも、『ロコローション』の収録曲4曲のうち、2曲目の「ORANGE BOAT」が、後にハリー・ベラフォンテの「バナナ・ボート」のカバー扱いとなっている。3曲目の「MONKEY MAGIC」は、当初からゴダイゴの同名曲のカバー曲として収録。4曲目は、「ロコローション」のリミックスバージョンを収録。そのため、シングル『ロコローション』は、4曲中3曲がカバー曲、1曲がそのカバー曲を更にアレンジしたものという形を後付けで取ることで強引に幕引きを図ったものとなっている。
2004年12月31日の『第55回NHK紅白歌合戦』出演時、彼らの出身地沖縄からのライブ中継であったが、この際楽曲のクレジットが「作詞・作曲：Carole King / Gerry Goffin、日本語詞・ORANGE RANGE」と完全にカバー曲扱いで表示された（紅白出演時には日本語詞のみクレジットがあったが、カバー曲扱いになった現在は作詞・作曲名義も兼ねて表記されている）。
現在では、曲の著作権を管理・保有しているスクリーン ジェムズEMI（旧・アルドン・ミュージック。ソニーATV傘下）と、ORANGE RANGEの所属しているSME側とで話し合いがもたれた結果、アルバムおよびカラオケ機器など作詞・作曲クレジットのあるものに対し、製作者のクレジットを記載しカバー曲扱いにすることで落ち着いたとされている。

### 騒動前のインタビュー
音楽雑誌『bounce』第250号（2003年12月25日発売）にて、NAOTOがフリーライターの宮本英夫から「ORANGE RANGEの音楽的なポリシーとは何か」という質問を受けたインタビューが掲載されており、NAOTOは以下のように回答した。
なお、この回答に対して宮本は「マジかジョークかはともかく、そこにネガティヴな要素をまったく感じないのが何だか新しい。思うに、愛情に満ちた模倣と誤解の限りない積み重ねがロックという音楽である、とも言えるわけで、考えようによってはサンプリング思考である。」と分析した。

## ディスコグラフィ

### シングル

#### インディーズ
|     | 発売日                              | タイトル                      | 規格 | 生産番号        |
| --- | ----------------------------------- | ----------------------------- | ---- | --------------- |
| 1st | 2002年8月25日 2004年12月1日（再発） | ミチシルベ/ミッドナイトゲージ | CD   | DMS-002 DMS-008 |

#### メジャー
|      | 発売日         | タイトル                     | オリコン 最高位 | 規格                                | 生産番号               |
| ---- | -------------- | ---------------------------- | --------------- | ----------------------------------- | ---------------------- |
| 1st  | 2003年6月4日   | キリキリマイ                 | 50位            | 12cmCD                              | SRCL-5571              |
| 2nd  | 2003年7月16日  | 上海ハニー                   | 5位             | 12cmCD                              | SRCL-5586              |
| 3rd  | 2003年10月22日 | ビバ★ロック                  | 3位             | 12cmCD                              | SRCL-5588              |
| 4th  | 2003年11月27日 | 落陽                         | 10位            | 12cmCD+DVD 12cmCD                   | SRCL-5640/41 SRCL-5642 |
| 5th  | 2004年2月25日  | ミチシルベ〜a road home〜    | 1位             | 12cmCD                              | SRCL-5660              |
| 6th  | 2004年6月9日   | ロコローション               | 1位             | 12cmCD                              | SRCL-5740              |
| 7th  | 2004年8月25日  | チェスト                     | 1位             | 12cmCD                              | SRCL-5782              |
| 8th  | 2004年10月20日 | 花                           | 1位             | 12cmCD                              | SRCL-5837              |
| 9th  | 2005年2月23日  | ＊〜アスタリスク〜           | 1位             | 12cmCD                              | SRCL-5885              |
| 10th | 2005年5月25日  | ラヴ・パレード               | 1位             | 12cmCD                              | SRCL-5917              |
| 11th | 2005年6月8日   | お願い!セニョリータ          | 1位             | 12cmCD                              | SRCL-5918              |
| 12th | 2005年8月24日  | キズナ                       | 1位             | 12cmCD                              | SRCL-5953              |
| 13th | 2006年5月10日  | チャンピオーネ               | 1位             | 12cmCD                              | SRCL-6263              |
| 14th | 2006年8月30日  | UN ROCK STAR                 | 3位             | 12cmCD                              | SRCL-6382              |
| 15th | 2006年10月25日 | SAYONARA                     | 3位             | 12cmCD                              | SRCL-6425              |
| 16th | 2007年4月25日  | イカSUMMER                   | 3位             | 12cmCD                              | SRCL-6546              |
| 17th | 2007年7月18日  | イケナイ太陽                 | 3位             | 12cmCD+DVD 12cmCD                   | SRCL-6597/8 SRCL-6599  |
| 18th | 2008年3月5日   | 君station                    | 2位             | 12cmCD+DVD 12cmCD                   | SRCL-6726/7 SRCL-6728  |
| 19th | 2008年5月28日  | O2                           | 3位             | 12cmCD+DVD 12cmCD                   | SRCL-6789/90 SRCL-6791 |
| 20th | 2008年11月12日 | おしゃれ番長 feat.ソイソース | 5位             | 12cmCD+DVD 12cmCD                   | SRCL-6889/90 SRCL-6891 |
| 21st | 2009年7月8日   | 瞳の先に                     | 6位             | 12cmCD+DVD 12cmCD                   | SRCL-7031/32 SRCL-7033 |
| 22nd | 2013年4月17日  | オボロナアゲハ／もしも       | 18位            | 12cmCD [初回限定盤] 12cmCD [通常盤] | VICL-36760 VICL-36761  |
| 23rd | 2025年5月21日  | マジで世界変えちゃう5秒前    | 29位            | 12cmCD＋Blu-ray [完全生産限定盤]    | SRCL-13333/34          |

#### 配信・レンタル限定
| 発売日                                                              | タイトル                  | 規格品番 | 備考 |
| ------------------------------------------------------------------- | ------------------------- | -------- | --- |
| 2008年6月15日                                                       | シアワセネイロ            |          | 1.シアワセネイロ |
| 2010年7月28日                                                       | ウトゥルサヌ              | SEL-001  | 1.ウトゥルサヌ 2.Five Mic （オリオンビール「スペシャルX」TV-CMソング） 3.2ヶ月ぶりのHoliday -ペチュニアロックス Remix-                                                          |
| 2010年9月22日                                                       | ヤーヤーヤー              | SEL-002  | 1.ヤーヤーヤー 2.恋のメリーゴーランド 3.ウトゥルサヌ -SONPUB remix- |
| 2011年3月26日（無料配信） 2011年4月15日（CD）                       | one                       | SEL-006  | 1.one 2.one (instrumental) |
| 2012年2月22日（無料配信）                                           | Anniversary Song 〜10th〜 |          | 1.Anniversary Song〜10th〜 |
| 2012年7月25日                                                       | サディスティックサマー    |          | 1.サディスティックサマー |
| 2017年6月13日（沖縄ファミリーマート限定販売） 2017年7月12日（配信） | チラチラリズム            |          | 1.チラチラリズム 2.チラチラリズム (instrumental) |
| 2018年4月11日                                                       | Hopping                   |          | 1.Hopping （WOWOW NBAバスケットボール17-18イメージソング） |
| 2018年5月8日発売                                                    | Ryukyu Wind               |          | 1.Ryukyu Wind （FC琉球公式応援ソング） |
| 2018年10月3日                                                       | Family                    |          | 1.Family 2.Family (instrumental) 3.Family (NHK 「みんなのうた」放送ver.) （NHK「みんなのうた」（2018年10月・11月放送））                                                        |
| 2019年11月20日                                                      | Enjoy!                    |          | 1.Enjoy! （オリオンビール『WATTA＜ワッタ＞』TV-CMソング（沖縄県のみ）） 2.ドレミファShip (2019 LIVE ver.) ※YAMATOのパートの歌詞が原曲から変更されている。                       |
| 2020年4月29日                                                       | KONOHOSHI                 |          | 1.KONOHOSHI （ABCテレビ「おはよう朝日です」の40周年を記念した特別番組「おはよう朝日です 40周年記念特別番組 THE挑戦 〜みんな第一歩を踏み出そうSP〜」のために書き下ろした楽曲。） |
| 2020年8月26日                                                       | 気分上々                  |          | 1.気分上々 （アイダ設計「BRAVO ZNEXT」CMソング） |
| 2020年9月16日                                                       | Imagine                   |          | 1.Imagine （「ツール・ド・東北」公式テーマソング） |
| 2021年6月30日                                                       | HEALTH                    |          | 1.HEALTH （健康総合企業・タニタとのコラボレーションによる健康づくりキャンペーン「ORANGE RANGE HEALTH UP PROJECT supported by TANITA」提供楽曲。）                               |
| 2022年6月22日                                                       | キリサイテ 風             |          | 1.キリサイテ 風 （フジテレビ「脚本芸人」主題歌） |
| 2022年7月13日                                                       | Pantyna feat. ソイソース  |          | 1.Pantyna feat. ソイソース |
| 2023年7月12日                                                       | 解放カーニバル            |          | 1.解放カーニバル 2.解放カーニバル -Instrumental- |
| 2023年10月7日                                                       | Specter                   |          | 1.Specter |
| 2024年2月22日                                                       | Zombie                    |          | 1.Zombie 2.Specter |
| 2024年9月21日                                                       | 三線Punk                  |          | 1.三線Punk 2.三線Punk -Instrumental- |
| 2025年7月16日                                                       | 裸足のチェッコリー        |          | 1.裸足のチェッコリー |

#### 再発盤
| 2004年6月21日 | キリキリマイ | SRCL-5769 | レーベルゲートCD2として再発 |
| 2004年6月21日 | 上海ハニー   | SRCL-5770 | レーベルゲートCD2として再発 |
| 2004年6月21日 | ビバ★ロック  | SRCL-5771 | レーベルゲートCD2として再発 |

| 2006年1月25日 | キリキリマイ              | SRCL-6171 |
| 2006年1月25日 | 上海ハニー                | SRCL-6173 |
| 2006年1月25日 | ビバ★ロック               | SRCL-6175 |
| 2006年1月25日 | 落陽                      | SRCL-6177 |
| 2006年1月25日 | ミチシルベ〜a road home〜 | SRCL-6181 |
| 2006年1月25日 | ロコローション            | SRCL-6189 |

### アルバム

#### ミニアルバム
| 発売日                                                             | タイトル       | 規格 | 生産番号        |
| ------------------------------------------------------------------ | -------------- | ---- | --------------- |
| 全国版：2002年2月22日 沖縄版：2002年4月21日 再発版：2004年10月20日 | オレンジボール | CD   | DMS-001 DMS-007 |

#### EP
| 発売日        | タイトル                 | 規格品番   | 備考 |
| 2015年7月18日 | SUSHI食べたいEP          | NCS-90010  | 1.SUSHI食べたい feat.ソイソース 2.JIN JIN 3.マ・ギレテ 4.SUSHI食べたい feat.ソイソース -Lichard Remix- 5.Hello Sunshine Hello Future (“テブラDEゴメンTOUR 014” at 渋谷公会堂 December 17th, 2014) 6.オボロナアゲハ (“テブラDEゴメンTOUR 014” at 渋谷公会堂 December 17th, 2014) |
| 2017年11月1日 | UNITY                    | VICL-64866 | 1.アオイトリ 2.チラチラリズム -UNITY ver.- 3.脳内ポップコーン 4.Second Hand 5.Carnation |
| 2021年10月1日 | ラビリンス               |            | 1.ラビリンス （テレビ大阪「MUTEKING THE Dancing HERO」オープニングテーマ） 2.あの世のANTHEM 〜天国と地獄〜 （同アニメの第11話挿入歌） 3.ラビリンス ‒Instrumental- 4.あの世のANTHEM 〜天国と地獄〜 -Instrumental-                                                                |
| 2022年2月23日 | OKNW.ep                  | VIZL-2017  | 1.Melody 2.エバーグリーン 3.フイリソシンカ 4.Melody -Instrumental- 5.エバーグリーン -Instrumental- 6.フイリソシンカ -Instrumental- |
| 2023年10月7日 | NAKED×REFINISHED -extra- | SELC-1004  | 1.Specter 2.はい！もしもし･･･夏です！ -REFINISHED- 3.Restart -REFINISHED- 4.Specter [Instrumental] 5.はい！もしもし･･･夏です！ -REFINISHED- [Instrumental] 6.Restart -REFINISHED- [Instrumental]                                                                                |

#### フル・アルバム
|      | 発売日         | タイトル          | 規格                                   | 生産番号                                 | オリコン 最高位 |
| ---- | -------------- | ----------------- | -------------------------------------- | ---------------------------------------- | --------------- |
| 1st  | 2003年12月17日 | 1st CONTACT       | CD                                     | SRCL-5650                                | 2位             |
| 2nd  | 2004年12月1日  | musiQ             | CD                                     | SRCL-5850                                | 1位             |
| 3rd  | 2005年10月12日 | ИATURAL           | CD                                     | SRCL-5970                                | 1位             |
| 4th  | 2006年12月6日  | ORANGE RANGE      | CD+DVD CD                              | SRCL-6446/7 SRCL-6448                    | 2位             |
| 5th  | 2008年7月9日   | PANIC FANCY       | CD+DVD CD                              | SRCL-6823/4 SRCL-6825                    | 1位             |
| 6th  | 2009年8月5日   | world world world | CD+DVD CD                              | SRCL-7085/6 SRCL-7087                    | 4位             |
| 7th  | 2010年10月20日 | orcd              | CD+DVD CD                              | SELC-1001+SELD-1001 SELC-1002            | 9位             |
| 8th  | 2012年4月18日  | NEO POP STANDARD  | CD+DVD CD                              | VIZL-473 VICL-63860                      | 6位             |
| 9th  | 2013年7月24日  | spark             | CD+DVD CD                              | VIZL-561 VICL-64046                      | 18位            |
| 10th | 2015年8月26日  | TEN               | CD+DVD CD                              | VIZL-866 VICL-64409                      | 16位            |
| 11th | 2018年8月29日  | ELEVEN PIECE      | CD+DVD CD                              | VIZL-1419 VICL-65040                     | 20位            |
| 12th | 2022年9月14日  | Double Circle     | 2CD＋2Blu-ray＋DVD＋グッズ 2CD+DVD 2CD | NZS-897 VIZL-2097 VIZL-2098 VICL-65728/9 | 20位            |

#### 配信限定
- ordl
2010年9月22日発売、SEL-003
  1. 今夜はtonight
  2. 今すぐMy Way
  3. ヤーヤーヤー
  4. 風灯らす
  5. 恋のメリーゴーランド
  6. giga palooza
  7. ウトゥルサヌ -SONPUB remix-
- LIVE TOUR 012 NEO POP STANDARD
2013年7月24日発売、iTunes Store限定
  1. Restart
  2. Subway
  3. Hello Sunshine Hello Future
  4. Deep Blue Sea Flower
  5. Lion
  6. Baby Baby
  7. Warning
  8. Dry Hard
  9. Backpack
  10. Soul to Soul
  11. Magical Mystery Hunter
  12. サディスティックサマー
  13. Bonus Tr. VOICE LINER NOTES from ORANGE RANGE
- LIVE TOUR 010-011 〜orcd〜 at Zepp Tokyo【ライブアルバム】
2023年9月27日発売、初のライブ音源化
  1. ヤーヤーヤー
  2. Fever!
  3. 今すぐMy way
  4. イケナイ太陽
  5. 以心電信
  6. 今夜はtonight
  7. Beat Ball
  8. ウトゥルサヌ
  9. Miracle
  10. 風灯らす
  11. Walk on
  12. 恋のメリーゴーランド ～世界滅亡ver.～
  13. お願い！セニョリータ
  14. 祭男爵
  15. ヤング8
  16. 月花雷符
  17. Great Escape
  18. 花
  19. giga palooza
  20. 鬼ゴロシ
  21. Insane
  22. ファンクテューン
  23. ガジェットグルーヴ
  24. ビバ★ロック

#### 企画アルバム
|                        | 発売日                                 | タイトル                                  | 規格                          | 生産番号                |
| ---------------------- | -------------------------------------- | ----------------------------------------- | ----------------------------- | ----------------------- |
| リミックス・アルバム   | 2006年4月12日                          | Squeezed                                  | CD 2LP                        | SRCL-6238 SRJL-1080/1   |
| ベスト・アルバム       | 2007年7月25日                          | ORANGE                                    | CD                            | SRCL-6602               |
| ベスト・アルバム       | 2007年7月25日                          | RANGE                                     | CD                            | SRCL-6603               |
| ベスト・アルバム       | 2008年12月3日                          | 裏 SHOPPING                               | 2CD+DVD 2CD                   | SRCL-6915/7 SRCL-6918/9 |
| ベスト・アルバム       | 2010年7月14日                          | ALL the SINGLES                           | 2CD+DVD 2CD                   | SRCL-7312/4 SRCL-7315/6 |
| コラボベストアルバム   | 2016年7月20日                          | 縁盤                                      | CD+DVD+MOOK CD                | VIZL-1013 VICL-64609    |
| ライブ会場限定アルバム | 2020年2月22日(CD) 2020年12月25日(配信) | NAKED×REFINISHED -3 mics and back sounds- | 2CD+サコッシュ+ライナーノーツ |                         |

#### 再発盤
|                  | 発売日       | タイトル | 規格        | 生産番号   |
| ---------------- | ------------ | -------- | ----------- | ---------- |
| ベスト・アルバム | 2009年9月2日 | ORANGE   | Blu-spec CD | SRCL-20047 |
| ベスト・アルバム | 2009年9月2日 | RANGE    | Blu-spec CD | SRCL-20048 |

#### 完全生産限定アナログ盤
|                      | 発売日        | タイトル         | 生産番号 |
| -------------------- | ------------- | ---------------- | -------- |
| オリジナル・アルバム | 2013年9月14日 | orcd             | SEL-007  |
| オリジナル・アルバム | 2013年9月14日 | NEO POP STANDARD | SEL-008  |
| オリジナル・アルバム | 2013年9月14日 | spark            | SEL-009  |

### DVD/Blu-ray
|      | 発売日          | タイトル                                                                                      | 規格        | 生産番号           |
| ---- | --------------- | --------------------------------------------------------------------------------------------- | ----------- | ------------------ |
| 1st  | 2004年7月28日   | ヴィデヲ・ラ・コンタクト                                                                      | DVD         | SRBL-1223          |
| 2nd  | 2005年4月27日   | ヴィデヲ・DE・リサイタル                                                                      | DVD         | SRBL-1229          |
| 3rd  | 2005年12月21日  | LIVE musiQ 〜from LIVE TOUR 005"musiQ"at MAKUHARI MESSE 2005.04.01〜                          | DVD         | SRBL-1272          |
| 4th  | 2006年9月20日   | LIVE ИATURAL 〜from LIVE TOUR 005"ИATURAL"at YOKOHAMA ARENA 2005.12.13〜                      | DVD         | SRBL-1288          |
| 5th  | 2007年12月5日   | ORANGE RANGE LIVE TOUR 006〜FANTAZICAL〜                                                      | DVD         | SRBL-1330          |
| 6th  | 2009年4月8日    | ORANGE RANGE LIVE TOUR 008 〜PANIC FANCY〜 AT 武道館                                          | DVD         | SRBL-1350          |
| 7th  | 2010年6月9日    | ORANGE RANGE カーニバル〜春の祭典スペシャル〜 at さいたまスーパーアリーナ                     | 2DVD        | SRBL-1426-27       |
| 8th  | 2010年7月14日   | ORANGE RANGE world world world TOUR VS 名古屋ELL                                              | 2DVD        | SRBL-1435-36       |
| 9th  | 2017年7月12日   | ORANGE RANGE LIVE TOUR 016-017 〜おかげさまで15周年! 47都道府県 DE カーニバル〜 at 日本武道館 | Blu-ray DVD | VIXL-195 VIBL-860  |
| 10th | 2019年11 月20日 | ORANGE RANGE LIVE TOUR 018-019 〜ELEVEN PIECE〜 at NHKホール                                  | Blu-ray DVD | VIXL-285 VIBL-961  |
| 11h  | 2020年3 月31日  | LIVE TOUR 017-018 ~UNITY~ at 中野サンプラザホール                                             | Blu-ray DVD | VIXL-337 VIXL-1016 |
| 12th | 2020年3 月31日  | LIVE TOUR 019 ~What a DE! What a Land!~ at オリックス劇場                                     | Blu-ray DVD | VIXL-338 VIXL-1017 |
| 13th | 2021年6 月9日   | RANGE AID＋ presents RWD←SCREAM 019 at Zepp Tokyo (ファンクラブ限定）                         | DVD         | NZS-838            |
| 14th | 2022年2月23日   | 20th Anniversary ORANGE RANGE LIVE TOUR 021 〜奇想天外摩訶不思議〜 at Zepp Tokyo              | Blu-ray DVD | VIBL-1049          |
| 15th | 2024年2月14日   | LIVE TOUR 022-023 ～Double Circle～ VS LIVE TOUR 022-023 ～Double Circle～                    | Blu-ray DVD | VIXL-444～5        |

### 客演作品 / 楽曲提供
| 発売日         | アーティスト | タイトル | 備考                                                                               | 規格 | 生産番号                                    |
| -------------- | --- | --- | ---------------------------------------------------------------------------------- | --- | ------------------------------------------- |
| 2008年7月23日  | RYUKYUDISKO | OK Sampler | シングル NAOTOがギターで参加                                                       | CD | KSCL-1318                                   |
| 2009年3月4日   | ホイフェスタ feat. HIROKI from ORANGE RANGE | 桜月 | シングル                                                                           | CD | SRCL-6948                                   |
| 2009年10月14日 | イアン・ブラウン | オールウェイズ・リメンバー・ミー                                                                                              | アルバム『マイウェイ』収録曲 NAOTOが作曲                                           | CD | UICP-1112                                   |
| 2011年6月29日  | チーミーとあやの（キロロ）、ときどきレンジ | ちいさなうた | シングル HIROKI&NAOTOが参加。                                                      | CD+DVD CD | SRCL-7668/9 SRCL-7670                       |
| 2011年7月13日  | ベッキー♪# | ドミソ feat. HIROKI & NAOTO from ORANGE RANGE                                                                                 | アルバム「風とメロディ」収録曲                                                     | CD | TOCT-27088 TOCT-27089                       |
| 2011年8月17日  | 宮本笑里 | one (feat. ORANGE RANGE) | アルバム「大きな輪」収録曲                                                         | CD+DVD CD | SICL-253/4 SICL-255                         |
| 2011年8月17日  | 普久原恒勇 | ゆうなの花 / ヒロヤマな音（ORANGE RANGE） 肝がなさ節 / ORIONBEATS（Tetsushi Hiroyama・RYUKYUDISKO）and YAMATO（ORANGE RANGE） | アルバム「普久原メロディー」収録曲                                                 | CD | UNIZON-001                                  |
| 2012年1月18日  | LOVERSSOUL × HIROKI from ORANGE RANGE HIROKI from ORANGE RANGE × LOVERSSOUL LOVERSSOUL × YAMATO from ORANGE RANGE LOVERSSOUL × RYO＆YOH from ORANGE RANGE LOVERSSOUL × NAOTO from ORANGE RANGE | Loveliest | シングル                                                                           | CD | UMCK-5357                                   |
| 2012年1月25日  | HOME MADE 家族 | 琥珀色に染まるこの街は | シングル NAOTOが共同プロデュース                                                   | CD+DVD CD | KSCL-1918/9 KSCL-1920                       |
| 2012年4月11日  | RAM RIDER | HELLO starring ORANGE RANGE                                                                                                   | アルバム「AUDIO GALAXY -RAM RIDER vs STARS!!!-」収録曲                             | CD | CRCP-40316                                  |
| 2012年6月6日   | Chara | オルタナ・ガールフレンド | シングル NAOTOがギターで参加                                                       | CD | KSCL-2026                                   |
| 2012年6月12日  | ORIONBEATS | Let's ORIONBEATS feat. YAMATO                                                                                                 | アルバム「AWESOME BEATS」収録曲                                                    | 2CD | RKEN-002                                    |
| 2012年6月13日  | INFINITY16 | BLAZING FIRE welcomez RYO from ORANGE RANGE                                                                                   | アルバム「MY LIFE」収録曲                                                          | CD+DVD CD | UMCF-9613 UMCF-1074                         |
| 2012年7月11日  | SCANDAL | 太陽スキャンダラス | シングル NAOTOがプロデュース                                                       | CD | ESCL-3924 ESCL-3925 ESCL-3926               |
| 2012年8月1日   | 大国男児 | 本気Magic | シングル NAOTOがプロデュース HIROKIが作詞                                          | CD+DVD CD | SRCL-8043/4 SRCL-8045/6 SRCL-8047           |
| 2013年5月22日  | RYO from ORANGE RANGE × N.O.B.U!!! | あしたへ | アルバム『ALLY＆DIAZ II』収録曲                                                    | CD | YRCN-95210                                  |
| 2013年7月10日  | SONG for LIGHT UP NIPPON | Light Up Nippon〜空に花、大地に花〜                                                                                           | シングル HIROKI&NAOTOが参加                                                        | CD | LUN-01                                      |
| 2014年3月12日  | でんぱ組.inc | トキメキ☆すちゃらかテキサス                                                                                                   | シングル「サクラあっぱれーしょん」初回限定成瀬瑛美盤収録曲 NAOTOが作詞、作曲、編曲 | CD | TFCC-89487                                  |
| 2014年6月25日  | DISH// | サイショの恋〜モテたくて〜 | シングル NAOTOがプロデュース                                                       | CD+DVD CD | SRCL-8555/6 SRCL-8557/8 SRCL-8559           |
| 2014年8月20日  | CAMOUFLAGE | ドメスティック夏ガール | シングル NAOTOが作詞、作曲、編曲                                                   | CD | DQC-1354                                    |
| 2014年11月5日  | LOVE ANDROID | 救世主☆テレパシー naotohiroyama Remix (ORANGE RANGE / delofamilia)                                                            | シングル                                                                           | CD | PECF-3108                                   |
| 2015年2月18日  | でんぱ組.inc | NEO JAPONISM | アルバム「WWDD」収録曲 NAOTOが作詞、作曲、編曲                                     | CD+DVD CD アナログ12inci カセットテープ                                                                                  | TFCC-86504 TFCC-86505 TFJC-38022 TFTC-58024 |
| 2015年4月29日  | D-51 | 逢えない | アルバム「Sing a Song 〜Present for...〜」収録曲 HIROKIが作詞、NAOTOが作曲         | CD | TKCA-74210                                  |
| 2015年6月17日  | 私立恵比寿中学 | 夏だぜジョニー | シングル RYOがシライシ紗トリと共同プロデュース                                     | CD | DFCL-2144 DFC7-2 DFC7-3                     |
| 2016年1月27日  | 来生たかお | これから始まる物語 | ベストアルバム「夢のあとさき」収録曲 HIROKI、RYO、YAMATOがコーラスで参加           | CD | ANOC-6173                                   |
| 2016年2月3日   | FLOW | Good Days 〜君を忘れない〜 | アルバム「#10」収録曲 NAOTOが編曲                                                  | CD+DVD CD | KSCL-2682/3 KSCL-2684                       |
| 2016年2月17日  | ももいろクローバーZ | カントリーローズ -時の旅人-                                                                                                   | アルバム「白金の夜明け」収録曲 NAOTOが作詞、作曲、編曲                             | CD+DVD CD | KICS-93309 KICS-3309                        |
| 2016年8月24日  | バンドじゃないもん! | 夏のOh!バイブス | シングル NAOTO&HIROKIが作詞 NAOTOが作曲、編曲                                      | CD+DVD CD | PCCA-70479 PCCA-70480 PCCA-70481 PCCA-70482 |
| 2018年3月14日  | 夢みるアドレセンス | 桜 | シングル NAOTOが作詞、作曲プロデュース                                             | CD+DVD CD | AICL-3500/1 AICL-3502 AICL-3503 AICL-3504   |
| 2019年9月4日   | 感覚ピエロ | O・P・P・A・I (naotohiroyama ORANGE RANGE / delofamilia) remixes                                                              | アルバム 感覚ピエロ「全裸」完全生産限定プレミアム盤 収録曲 NAOTOがリミックス       | CD | JICD-00006 JICD-00007                       |
| 2020年5月20日  | FlowBack | MUKIDASHIラブ | ミニアルバム「Connect」収録曲 HIROKIがプロデュース、NAOTOが作曲                    | CD+Blu-ray CD+DVD CD | KSCL-3250/1 KSCL-3252/3 KSCL-3254           |
| 2020年9月30日  | ISEKI(ex.キマグレン) | Can You Feel it(naotohiroyama Remix ver.)                                                                                     | 配信限定シングル シライシ紗トリが作詞 NAOTOがリミックス                            | 配信限定シングル |                                             |
| 2020年10月9日  | DJ KEIN | ANYWAY feat.RYO from ORANGE RANGE                                                                                             | アルバム「woofers」収録。 RYOがゲストヴォーカル参加                                | CD | kcd0369                                     |
| 2021年3月3日   | 中村奈月 | 丘の一本松 | アルバム「Agaritida」収録曲。NAOTOがギターで参加                                   | CD | NRｰ001                                      |
| 2021年7月7日   | 7ORDER | SUMMER 様様 | シングル。NAOTO作曲、HIROKI作詞。                                                  | CD＋DVD CD | COZA-1785 COCA-17905 COCA-17906             |
| 2021年7月23日  | Rie fu | NINGEN ROBOT - DJ YASKAY REMIX                                                                                                | 配信限定シングル NAOTOがミックス                                                   | 配信限定シングル |                                             |
| 2022年8月24日  | 八木海莉 | 刺激による彼ら | 配信限定シングル NAOTOが編曲                                                       | 配信限定シングル |                                             |
| 2022年11月16日 | FLOW | デイドリーム ビリーヴァー | シングル。 リード曲が「FLOW×ORANGE RANGE」名義。                                   | CD CD＋Blu-ray | VVCL-2144 VVCL-2145/46                      |
| 2023年7月19日  | あんさんぶるスターズ! | NA NA NA SUMMER NIGHT BeeAT                                                                                                   | 作詞をHIROKI（松井洋平との共作）、作曲・編曲をNAOTOが担当                          | CD（『あんさんぶるスターズ！！アルバムシリーズ 『TRIP』 Crazy:B』収録）                                                  |                                             |
| 2023年8月9日   | ORIONBEATS | Techno Guitar Kou(feat.naotohiroyama) Techno Guitar Otsu(feat.naotohiroyama)                                                  | 配信限定シングル NAOTOが参加                                                       | 配信限定シングル |                                             |
| 2023年9月20日  | Division All Stars | Hypnotic Summer | 作詞をHIROKI、作曲・編曲をNAOTOが担当。                                            | CD（オフィシャルブック「ヒプノシスマイク -Division Rap Battle- Official Guide Book +」同梱）、2024年4月3日に配信リリース |                                             |
| 2025年3月22日  | カリスマ | カリスマさびら | 作詞をHIROKI、作曲をNAOTOが月蝕會議と共に担当。                                    | 配信限定シングル |                                             |

### 未収録曲
- 雑誌「音楽と人」社歌-YouTubeのORANGE RANGE Official Channelで公開されている。

## 書籍
- チーズ☆バター☆ジューシーメー（2005年3月31日）
- BLOOD ORANGE（2006年3月28日）
- ヒロキ3%（2012年3月14日）
- First 10years（2012年12月7日）
- ぐるぐるハッピー（2013年2月23日）
- いいなあ（2015年3月20日）
- ORANGE RANGE × B-PASS HISTORY BOOK「OR BY BP」(2017年1月10日）
- CONTINUE -ORANGE RANGE 20th Anniversary Book-（2022年5月20日）

## タイアップ一覧
| タイトル                                           | タイアップ                                                                                         |
| -------------------------------------------------- | -------------------------------------------------------------------------------------------------- |
| ビバ★ロック〜japanese side〜                       | テレビ東京系アニメ『NARUTO』エンディングテーマ                                                     |
| 落陽                                               | 第一興商「メロDAM」CMソング                                                                        |
| ミチシルベ〜a road home〜                          | フジテレビ系ドラマ『FIRE BOYS 〜め組の大吾〜』主題歌                                               |
| ZUNG ZUNG FUNKY MUSIC                              | 第一興商「メロDAM」CMソング                                                                        |
| ロコローション                                     | 大塚ベバレジ「MATCH」CMソング                                                                      |
| チェスト                                           | NHK系ドラマ『ちゅらさん3』挿入歌                                                                   |
| 花                                                 | 映画『いま、会いにゆきます』主題歌                                                                 |
| 花                                                 | au by KDDI CMソング                                                                                |
| 以心電信                                           | au by KDDI CMソング                                                                                |
| ＊〜アスタリスク〜                                 | テレビ東京系アニメ『BLEACH』オープニングテーマ                                                     |
| ラヴ・パレード                                     | 映画『電車男』主題歌                                                                               |
| お願い!セニョリータ                                | 大塚ベバレジ「MATCH」CMソング                                                                      |
| キズナ                                             | TBS系ドラマ『いま、会いにゆきます』主題歌                                                          |
| yumekaze                                           | 日本テレビ『一球の緊張感 THE LIVE 2005』イメージソング                                             |
| 夢人                                               | 日本テレビ『スポんちゅ』エンディングテーマ                                                         |
| GOD69                                              | Town&Country CMソング                                                                              |
| Kirikirimai〜Fantastic Four Remix〜                | 映画『ファンタスティック・フォー』エンディングテーマ                                               |
| チャンピオーネ                                     | NHK『2006 FIFAワールドカップ』テーマ                                                               |
| Walk on                                            | 映画『チェケラッチョ!!』エンディングテーマ                                                         |
| Walk on                                            | Town&Country CMソング                                                                              |
| UN ROCK STAR                                       | 本田技研工業「ストリーム」CMソング                                                                 |
| UN ROCK STAR                                       | 日本テレビ『スポーツうるぐす』テーマソング                                                         |
| SAYONARA                                           | TBS系ドラマ『鉄板少女アカネ!!』主題歌                                                              |
| DANCE2 feat.ソイソース                             | 江崎グリコ「ポッキー」DANCE DANCE篇 CMソング                                                       |
| DANCE2 feat.ソイソース                             | 江崎グリコ「ポッキー極細」はじける極細篇 CMソング                                                  |
| Hello                                              | ディズニー・チャンネル『夢中のスイッチ』イメージキャンペーンCMソング                               |
| イカSUMMER                                         | カネボウ化粧品「ALLIE」CMソング                                                                    |
| イケナイ太陽                                       | フジテレビ系ドラマ『花ざかりの君たちへ〜イケメン♂パラダイス〜』オープニングテーマ                  |
| 君station                                          | フジテレビ系ドラマ『ロス:タイム:ライフ』主題歌                                                     |
| O2                                                 | TBS・MBS系列アニメ『コードギアス 反逆のルルーシュR2』前期オープニングテーマ                        |
| Sunny Stripe                                       | TBS『ザ・プロ野球』テーマソング                                                                    |
| シアワセネイロ                                     | TBS・MBS系列アニメ『コードギアス 反逆のルルーシュR2』前期エンディングテーマ                        |
| おしゃれ番長 feat.ソイソース                       | 江崎グリコ『ポッキーチョコレート』TV-CMソング（10月〜）                                            |
| 瞳の先に                                           | NHKドラマ8『ふたつのスピカ』主題歌                                                                 |
| 鬼ゴロシ                                           | 映画『グッド・バッド・ウィアード』主題歌                                                           |
| IKAROS                                             | 日本テレビ系『江川×堀尾のSUPERうるぐす』8月〜9月度テーマソング                                     |
| Five Mic                                           | オリオンビール『スペシャルX』TV-CMソング（沖縄県のみ）                                             |
| 今すぐMy way                                       | TBS系『キングオブチェアー』エンディングテーマ                                                      |
| サディスティックサマー                             | 日本テレビ系『PON!』7〜9月度テーマソング                                                           |
| Special Summer Sale                                | モスバーガー「ナン・タコス」TV-CMソング                                                            |
| アオイトリ                                         | 映画『ありえなさ過ぎる女 〜被告人よしえ〜』主題歌                                                  |
| チラチラリズム                                     | 沖縄ファミリーマート創立30周年記念TV-CMソング（沖縄県のみ）                                        |
| Family                                             | NHK『みんなのうた』 （2018年 10月・11月放送）                                                      |
| センチメンタル                                     | アサヒオリオン飲料「バヤリース オレンジ」TV-CMソング（沖縄県のみ）                                 |
| Enjoy!                                             | オリオンビール『WATTA＜ワッタ＞』TV-CMソング（沖縄県のみ）                                         |
| 雷 the Party                                       | 映画『闇金クイーン』オープニングテーマ                                                             |
| KONOHOSHI                                          | ABCテレビ「おはよう朝日です」40周年記念特別番組「THE挑戦〜みんな第一歩を踏み出そうSP」テーマソング |
| 気分上々                                           | アイダ設計「BRAVO ZNEXT」CMソング                                                                  |
| Imagine                                            | サイクリングイベント『ツール・ド・東北』公式テーマソング                                           |
| HEALTH                                             | 健康総合企業・タニタ コラボレーション・ソング                                                      |
| ラビリンス                                         | テレビアニメ『MUTEKING THE Dancing HERO』オープニングテーマ                                        |
| エバーグリーン                                     | 映画『ミラクルシティコザ』主題歌                                                                   |
| Melody                                             | NHK沖縄放送局『本土復帰50年』テーマソング                                                          |
| フイリソシンカ                                     | 沖縄県立北谷高等学校 創作エイサーイメージソング                                                    |
| デイドリーム ビリーヴァー（FLOW×ORANGE RANGE名義） | MBS・TBS系アニメ『15周年 コードギアス 反逆のルルーシュ R2』後期オープニングテーマ                  |
| MISO食べたい                                       | 日清食品『カップヌードル 味噌』CMソング                                                            |
| キリサイテ 風                                      | フジテレビ系ドラマ『脚本芸人』主題歌                                                               |
| 解放カーニバル                                     | サントリー『ジムビーム』コラボソング                                                               |
| マジで世界変えちゃう5秒前                          | テレビアニメ『戦隊大失格』2ndシーズンオープニングテーマ                                            |

## 出演

### ラジオ番組
- ORANGE RANGE ラジオ〜コンタクト（2004年4月 - 2014年4月、JFN系列30局）
- ORANGE RANGEのコザ無料案内所（2014年4月 - 、沖縄ラジオ）
- てれこ〜ORANGE RANGEのれでぃお番長〜（2016年2月 - 、FM沖縄）
- SESSION! 〜RANGE EDITION〜（2021年4月 - 、Date fm） - 木曜パーソナリティ

### NHK紅白歌合戦出場歴
| 年度/放送回               | 回 | 曲目           |
| ------------------------- | -- | -------------- |
| 2004年（平成16年）/第55回 | 初 | ロコローション |
| 2006年（平成18年）/第57回 | 2  | チャンピオーネ |

## 交友関係
RYUKYUDISKO
NAOTOの実兄2人によるテクノユニット。
「奏重鼓」「キリキリマイ」「上海ハニー」「ビバ★ロック」「ミチシルベ〜a road home〜」「ロコローション」「GOD69」をリミックスしている。

伊禮麻乃
RYOが高校時代に在籍していたバンド「琉星」のボーカル。
現在は歌手で、「上海ハニー」のコーラスも担当した。

MONGOL800
同郷出身で、ORANGE RANGEはメジャーデビュー当初「MONGOL800、HYに続く沖縄発のバンド」と形容されていた。
ORANGE RANGE主催のイベント「おかげさまで10周年。琉球サミットin江戸〜ORANGE RANGEと MONGOL800」などで共演している。
『笑っていいとも!』のコーナー「テレフォンショッキング」で紹介された。

HIGH and MIGHTY COLOR
Spice Music所属の後輩。
ギターのMEGは「2side1BRAIN」としてORANGE RANGE主催のイベント「縁舞 -vol.4-」で共演している。
ドラムのSASSYはORANGE RANGEのサポートドラマーとなっている。

ホイフェスタ
同じSpice Music所属であり、HIROKIがホイフェスタの楽曲「桜月」にフィーチャリングとして参加している。

SCANDAL
「＊〜アスタリスク〜」をカバーしている。
NAOTOがSCANDALの楽曲「太陽スキャンダラス」をプロデュースしている。FLOW主催のイベント「FLOW THE PARTY 2012」で共演した際にもこの楽曲を披露した。